# Jean Dughet
Pour les articles homonymes, voir Dughet.
Jean Dughet, aussi connu sous les noms de Giovanni Dughet et Johannes Dughet, né en 1614 à Rome et mort vers 1679 dans la même ville, est un graveur et marchand d'estampes italien d'origine française. Il est le frère du peintre paysagiste Gaspard Dughet ainsi que le beau-frère, l'élève et le secrétaire du peintre classique Nicolas Poussin.

## Biographie

### Origine et formation
Jean Dughet est né en 1614 à Rome, dans les États pontificaux, issu d'une famille d'origine française établie à Rome,,. Le père de Jean Dughet est Jacques Dughet, un cuisinier parisien travaillant pour le compte d'un sénateur romain; le nom de sa mère ne nous est pas parvenu,. Quatre autres personnes composent la famille Dughet: Anne-Marie et Jeanne, les plus vieilles, ainsi que Gaspard et Louis,,.
En 1629, le peintre français Nicolas Poussin, qui habite lui aussi à Rome, contracte une maladie grave et il est recueilli par Jacques Dughet et sa femme, qui lui prodiguent les soins dont il a besoin,. Reconnaissant envers ses bienfaiteurs, Nicolas Poussin demande la main de leur fille aînée, Anne-Marie Dughet, ce qui lui est accordé, et le mariage se tient le 9 août 1630 à l'église San Lorenzo in Lucina,,. Si aucun enfant n'est issu du mariage, cela n'empêche pas Poussin d'adopter paternellement deux des jeunes frères de son épouse,. Ainsi, les deux beaux-frères de Poussin, Gaspard Dughet et Jean Dughet, deviennent également ses élèves,,,. Grâce à l'enseignement de Poussin, les deux hommes développent un talent artistique notable, qui fera de Gaspard un peintre paysagiste reconnu,. Pour ce qui est de Jean, bien qu'il ait lui aussi appris la peinture, il abandonne rapidement ce médium artistique pour se consacrer entièrement à la gravure,,,,. D'après les mots de Charles-Philippe de Chennevières-Pointel, Poussin « l'a initié de bonne heure aux secrets de son génie de peintre, dont Jean est devenu par l'exercice de l'eau forte, l'un des plus intelligents interprètes ». Outre sa conjointe, les deux beaux-frères de Poussin sont parmi les seuls avec qui il a developpé une réelle intimité.

### Carrière professionnelle

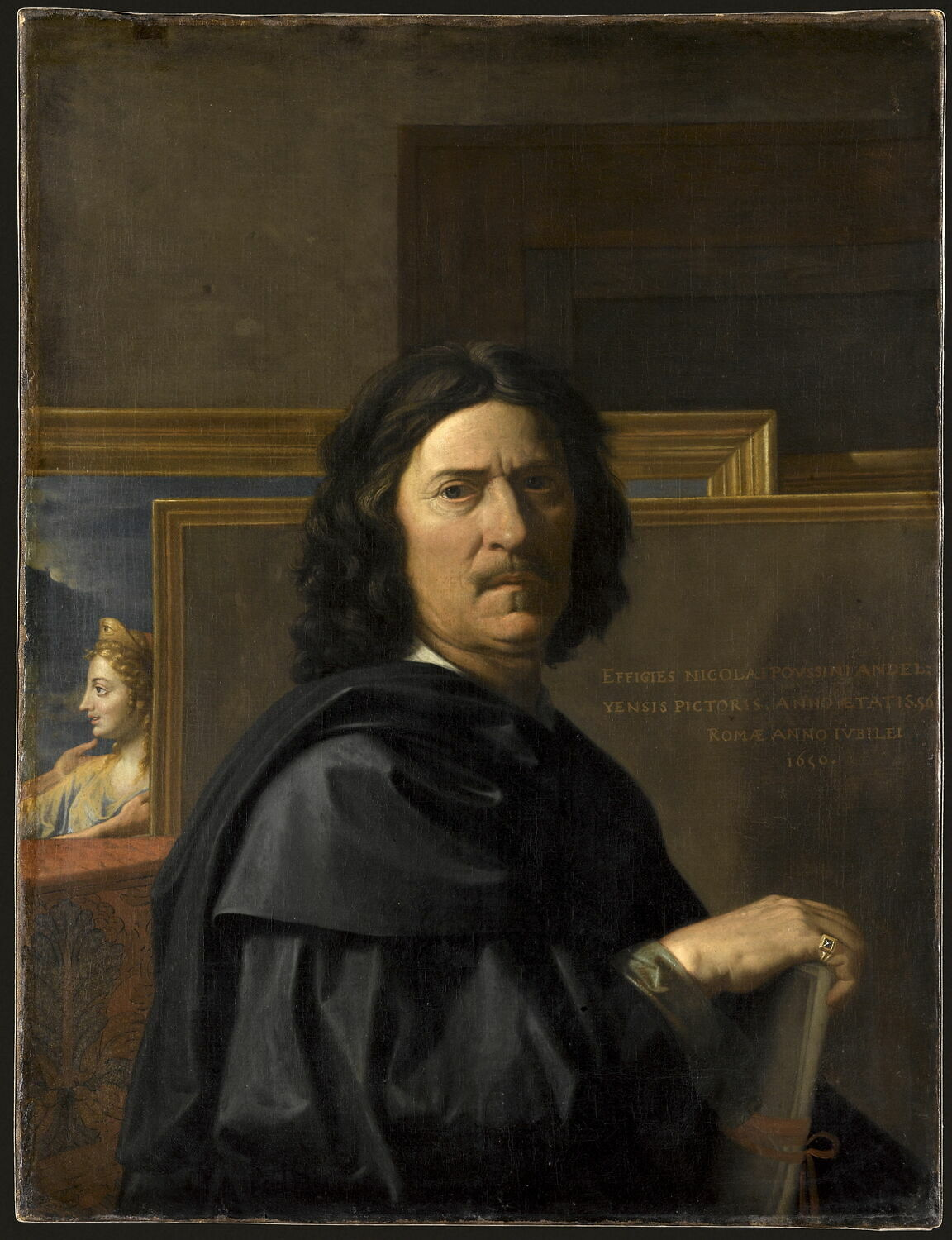
Âgé d'environ 15 ans, Jean Dughet devient l'élève du peintre Nicolas Poussin en 1630.

Jean Dughet élargi ses horizons dans le domaine de la gravure, et pratique divers procédés, dont la gravure à la pointe, au burin et à l'eau-forte,,. Toutes les gravures de Dughet ont été réalisées à Rome et son œuvre est presque uniquement composé de reproductions d'après Poussin,,. En parallèle à sa production artistique, Jean Dughet devient naturellement un marchand d'estampes,.
Hormis son métier de graveur, Dughet est appelé à remplir différentes tâches auprès de son maître. Au fil de la relation grandissante entre les deux hommes, Dughet devient l'homme de confiance, l'homme d'affaires et le secrétaire du peintre. Il est en contact avec les amis et les amateurs de Poussin en France et en Italie, est au courant de tous les intérêts du peintre et connaît l'atelier de son maître comme le fond de sa poche,,. Il est aussi souvent employé par le peintre « à la copie de recettes et de mesures ».
Vers la fin des années 1630, Poussin a acquis une véritable renommé, et il est invité par François Sublet de Noyers et le roi Louis XIII à venir en France, ce que le peintre andelysien accepte, bien qu'il soit loin d'être pressé d'y aller. Une année s'écoule lorsque Paul Fréart de Chantelou, mécène loyal du peintre et secrétaire de de Noyers, est envoyé à Rome en 1640 afin de ramener Poussin avec lui à Paris,. Le peintre finit par accepter, et il en profite pour emmener Jean Dughet avec lui, à titre de secrétaire,,,. Moment fort de ce voyage de moins de deux ans à Paris, Nicolas Poussin reçoit le brevet de peintre ordinaire de sa majesté le 20 mars 1641. Outre cette nomination prestigieuse, Poussin est insatisfait de ce voyage à Paris, où il est victime d'intrigues de peintres parisiens rivaux, et le peintre revient à Rome en 1642 avec son beau-frère et ne quittera plus jamais sa ville d'adoption.
En 1643, Jean Dughet est victime d'une maladie des yeux qui lui a presque fait perdre la vue,.
Vers la fin de la vie de Nicolas Poussin, c'est Dughet qui est chargé de sa correspondance, le peintre français étant trop faible pour s'acquitter de cette tâche. C'est d'ailleurs lui qui informe de Chantelou des derniers jours de Poussin.
Ce sont Jean Dughet et Jean Retrou qui sont nommés exécuteurs testamentaires de Poussin lorsque la mort du peintre survient en 1665. Dans son testament, Poussin lègue à Dughet 1300 écus de monnaie romaine ainsi que tous ses avoirs artistiques, en plus de son atelier,,,. Victor Advielle, dans son livre Recherche sur Nicolas Poussin et sur sa famille, décrit en ces termes les avoirs de Poussin dont Dughet a hérité : « Le tout représentait une valeur de 1208 doppie, c'est-à-dire 24 160 livres. Il s'y trouvait des manuscrits, dessins et croquis du Poussin, des recueils d'estampes, des statues, des vases d'albâtre, etc. L'ensemble de la fortune laissée par Poussin est évaluée par Félibien à la somme de cinquante mille livres. Jean Dughet, on l'a vu, était le principal héritier du Poussin; et c'est lui incontestablement qui a conservé les papiers, livres, dessins, etc.» Jean Dughet s'est chargé de compiler un inventaire de tous les objets ayant appartenu à son défunt maître,. De ce travail est né un ouvrage de la main de Dughet, Mémoire touchant quelques particularités de la vie et des ouvrages du Poussin, qu'il envoie à André Félibien et dont le manuscrit semble aujourd'hui perdu,. C'est aussi lui qui se charge de répondre à toutes les questions que lui adressent certains intéressés, dont Paul Fréart de Chantelou et l'Abbé Nicaise,,.
Jean Dughet est très dépensier dans sa vie, Poussin le qualifie à ce titre de « mon fou de beau-frère ». Sa situation financière précaire le force à vendre toutes les richesses ayant appartenu à Poussin, et dont il se sépare « avec répugnance »,. Nombre des papiers importants du peintre allèrent à Paul Fréart de Chantelou et l'Abbé Nicaise,,,.
En tant que graveur et marchand d'estampes, Jean Dughet a participé à faire connaître l'œuvre de Poussin du vivant de l'artiste. Poussin l'aimait comme un fils et Dughet le lui rendait en restant son ami fidèle,,. Il vivait même chez lui, à son logis du 79, Via Paolina,. Ses gravures sont conservées, entre autres, au British Museum, à la National Gallery of Art, au Clark Art Institute, au Philadelphia Museum of Art ainsi qu'à la Bibliothèque nationale de France,,,,.
Jean Dughet est mort dans la ville qui l'a vu naître entre 1674 et 1679, mais fort probablement vers 1679,,,,,.

## Réception critique
Pour l'historien de l'art et le conservateur français Georges Duplessis, on a attribué à Dughet des gravures qui ne seraient pas de sa main et auxquelles il n'a fait que signer les dédicaces. Il atteste cependant que la gravure de l'Assomption de la Vierge qui nous soit parvenu est bel et bien de sa main, et il y voit par la même occasion une preuve du véritable talent du graveur. Sa critique vis-à-vis cette reproduction d'après Poussin se lit comme suit :

« On remarque dans cette estampe une justesse d'expression qui prouve que cet artiste, vivant continuellement à côté de Poussin, avait bien compris son maître et avait su emprunter quelque chose au génie de son beau-frère; la tête de la Vierge est pleine d'une candeur intelligente, et si les plis de sa robe sont traités d'une manière un peu lourde et assez uniforme, on ne peut cependant en faire un reproche fort sérieux au graveur, puisque l'aspect général du tableau est habilement rendu. Une autre composition, dont on attribue généralement la gravure à Jean Dughet, offre cela de curieux que c'est la seule fois qu'elle ait été reproduite; nous voulons parler du Temps arrachant la vérité à l'envie et à la calomnie. Cette composition, tout à fait différente du tableau reproduit par Gérard Audran, est gravée avec une véritable science; la gravure de J. Dughet rend avec une certaine rudesse la couleur des tableaux de Poussin, et c'est peut-être, avec les gravures de Cl. Stella, une des estampes gravées d'après cet artiste qui donnent la physionomie la plus juste des tableaux du maître. »

— Georges Duplessis, Histoire de la gravure en France
Jules Renouvier y va lui aussi de quelques mots en ce qui concerne la production artistique de Jean Dughet: 

« Le peu de talent qu'il eut comme graveur ne pouvait lui valoir grand profit. Il publia, avec dédicaces à divers personnages, les gravures de quelques compositions capitales de Poussin : Le Jugement de Salomon, Le Repos en Égypte, L'Assomption de la Vierge, Le Temps protégeant la vérité, La Danse des Heures; ce sont des ouvrages qui ne flattent pas leurs modèles, mais qui ne les refroidissent pas par le métier du burin; ils accusent, même par leur négligences, la manière du maître, ils font juger la statuaire de son dessin et la rudesse savante de ses formes, sinon la sublimité de ses expressions, par leur faire large et leur burin gras. Les estampes de Dughet purent enfin, aussi bien que celles de Del Po, servir d'indication à Pesne. »

— Jules Renouvier, Des types et des manières des maitres graveurs pour servir à l'histoire de la gravure

## Galerie

Gravures de Jean Dughet d'après les peintures de Nicolas Poussin
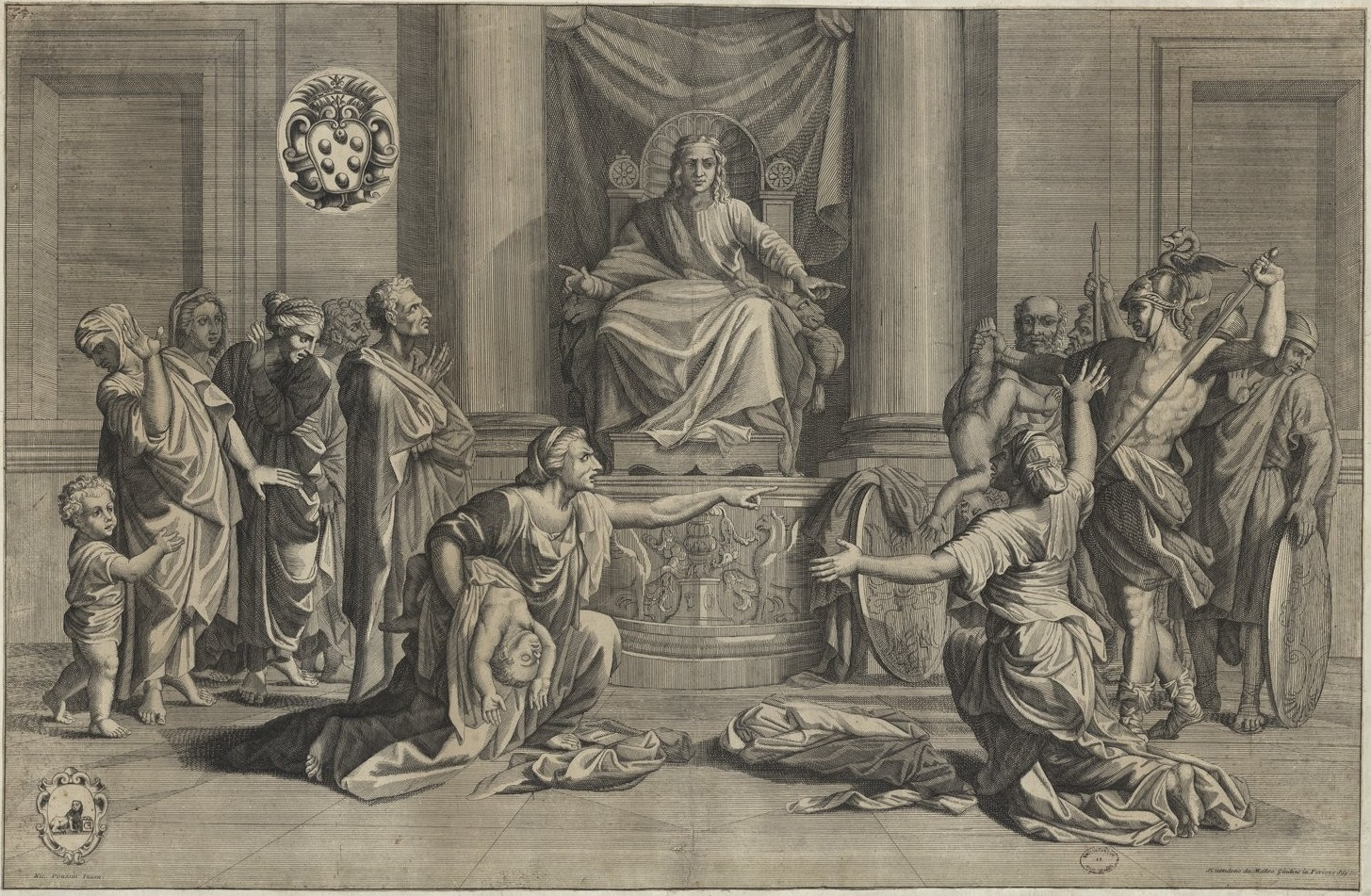
Le Jugement de Salomon.
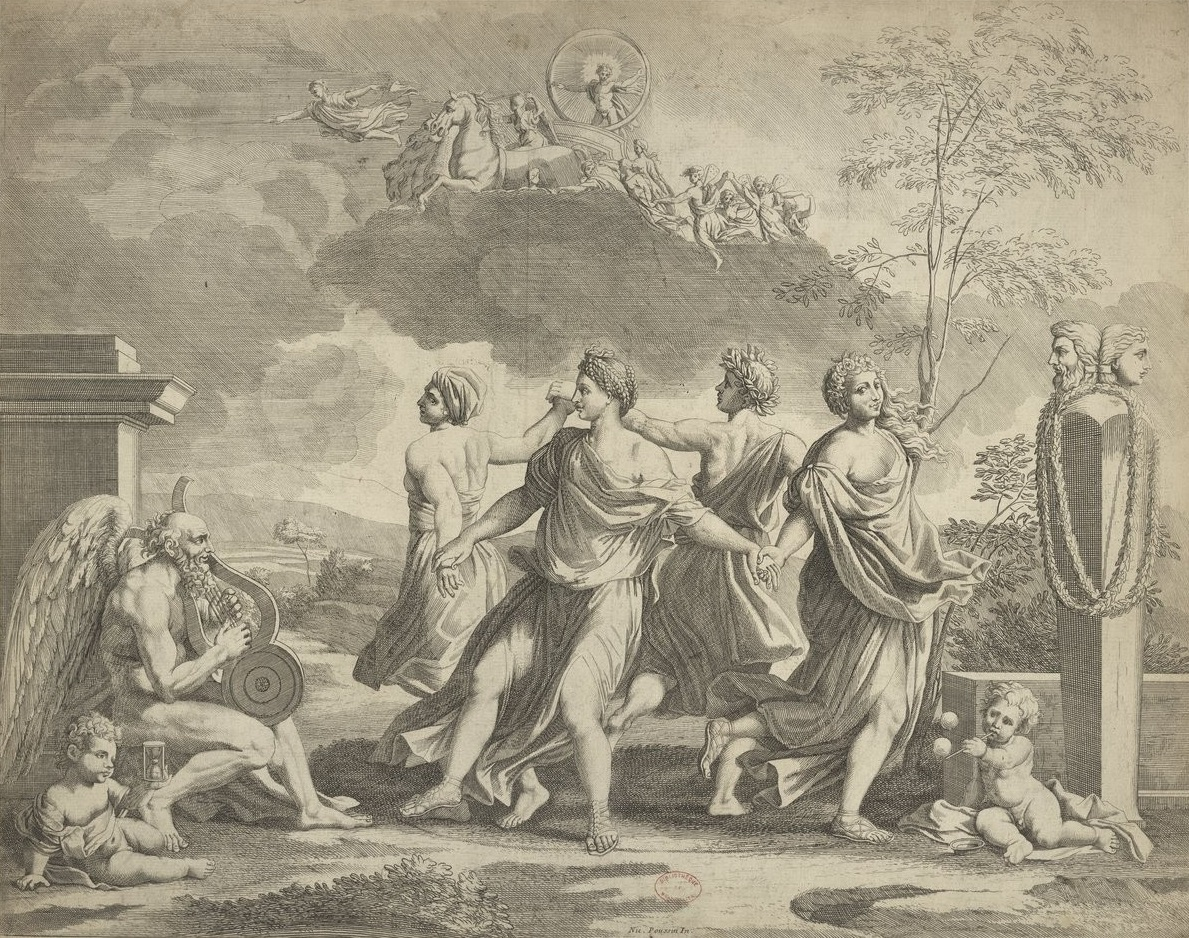
La Danse de la vie humaine.
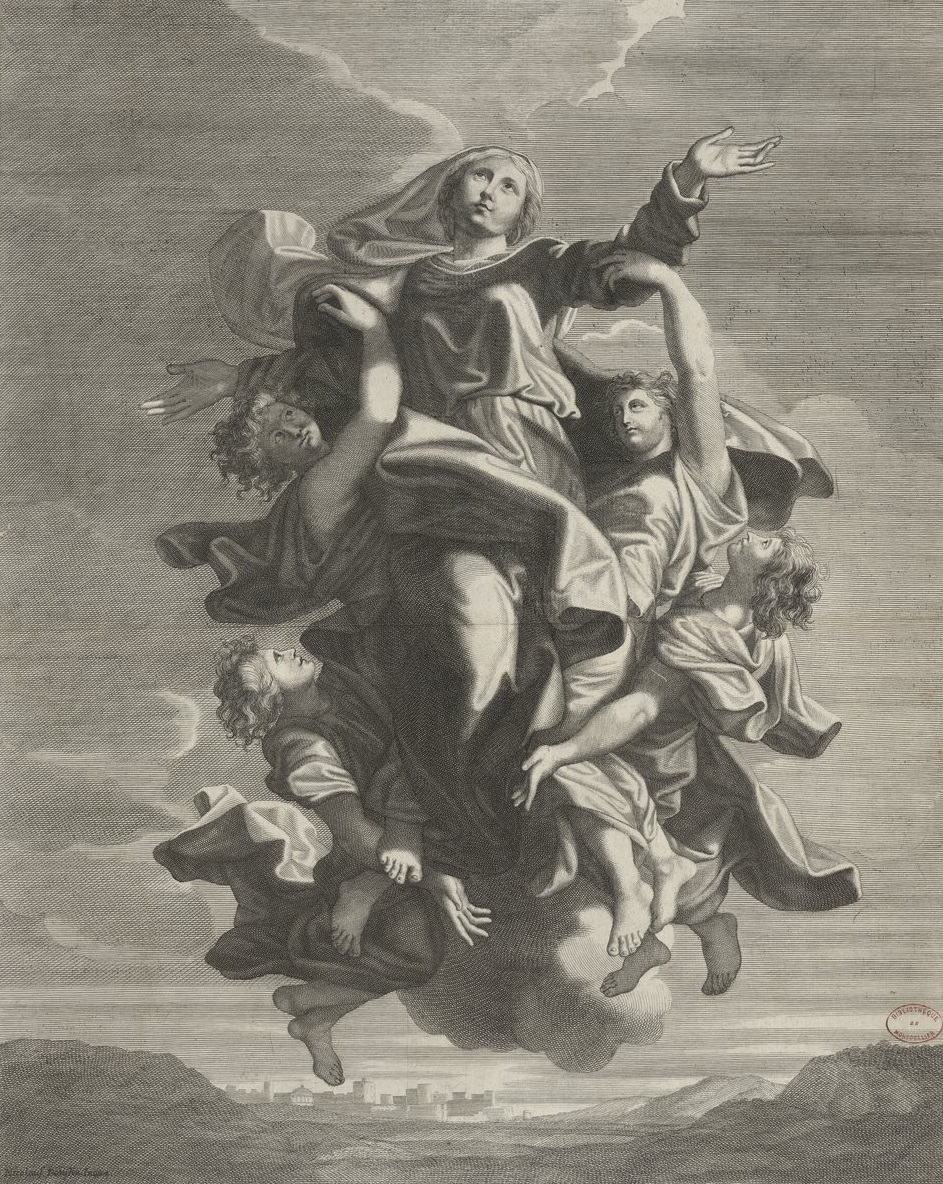
L'Assomption de la Vierge.
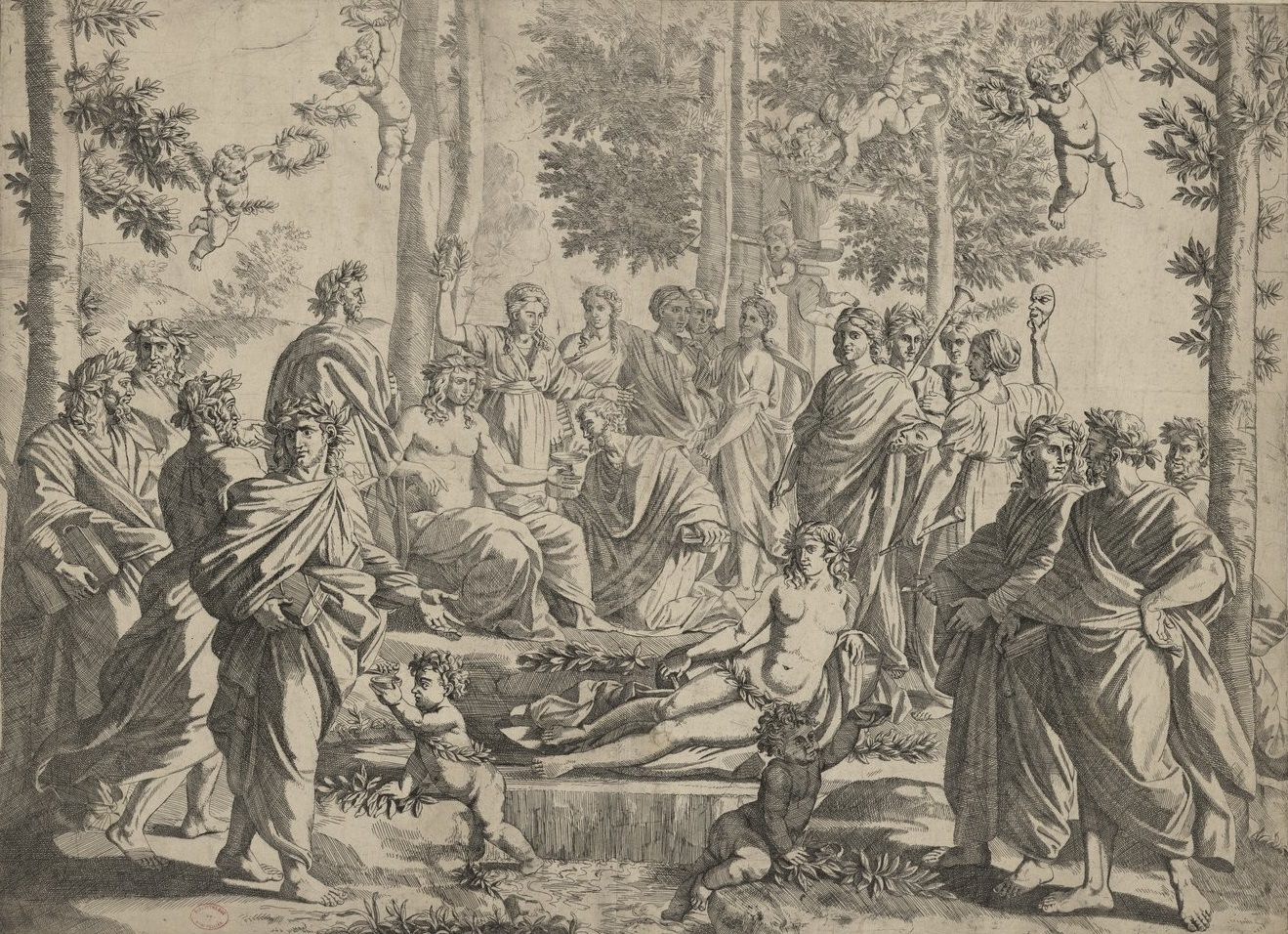
Le Parnasse - Apollon et les Muses.
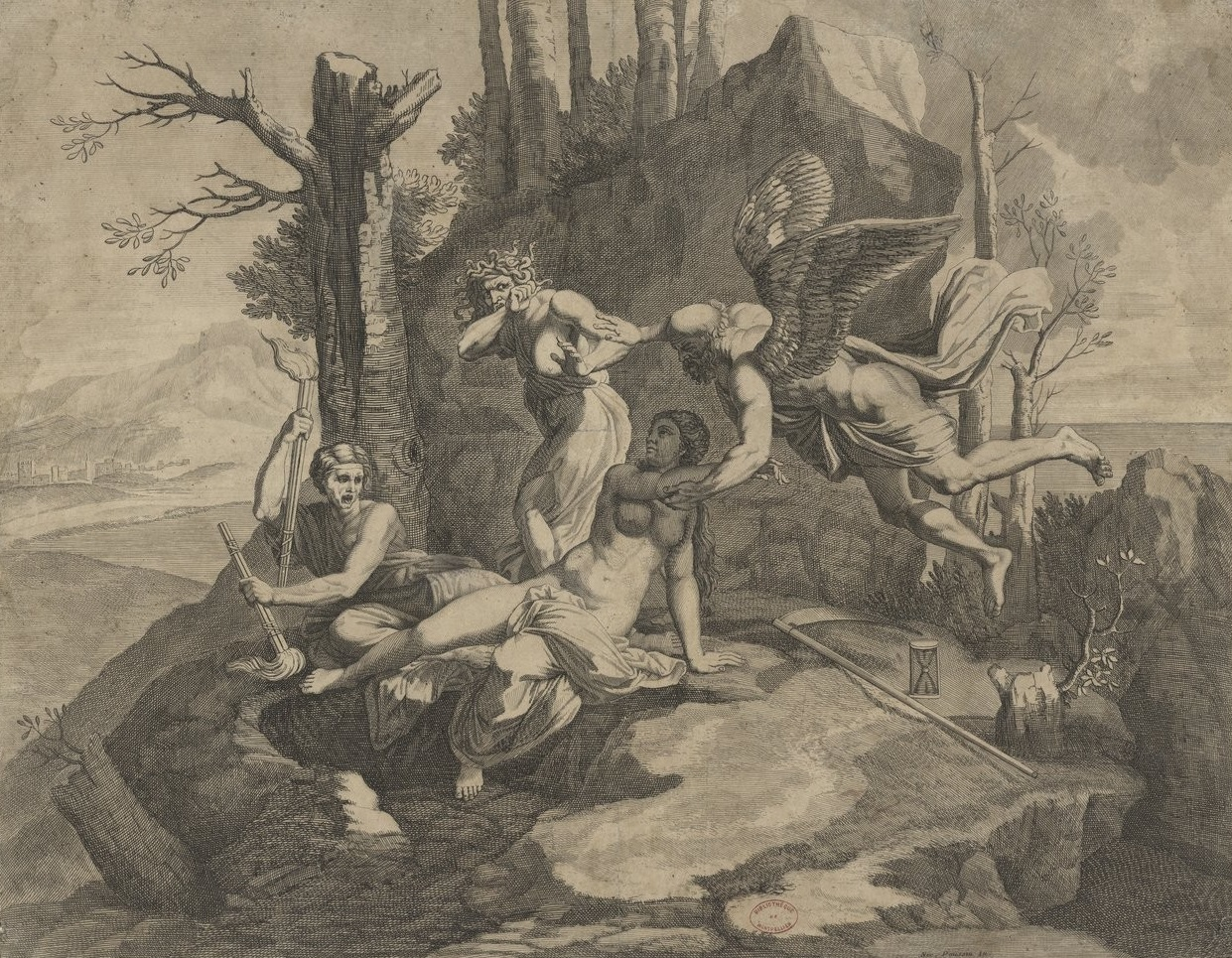
Le Temps soustrait la vérité aux atteintes de l'envie et de la discorde.
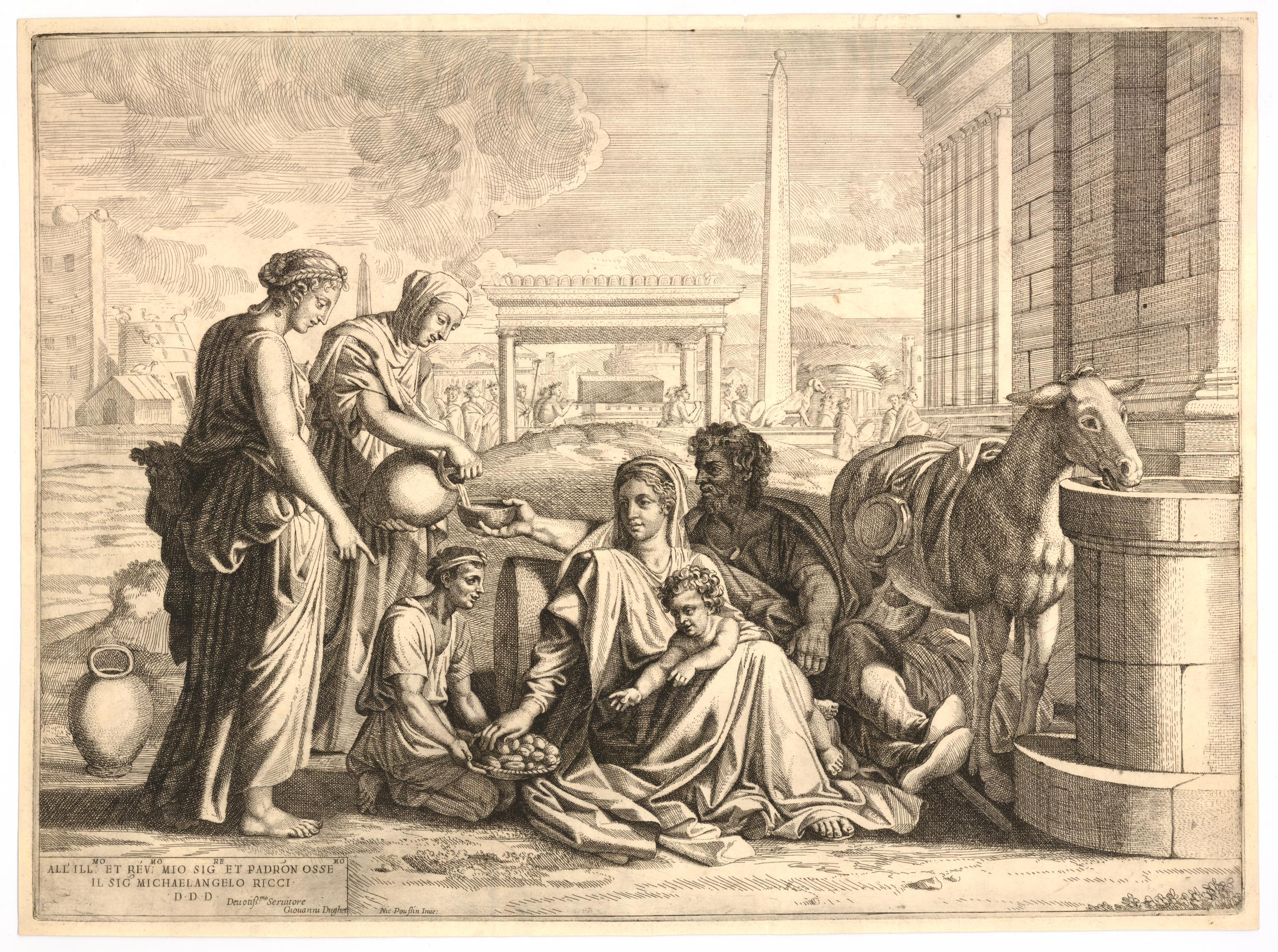
Le Repos en Égypte.

Gravures de Jean Dughet d'après Les Sept Sacrements de Nicolas Poussin
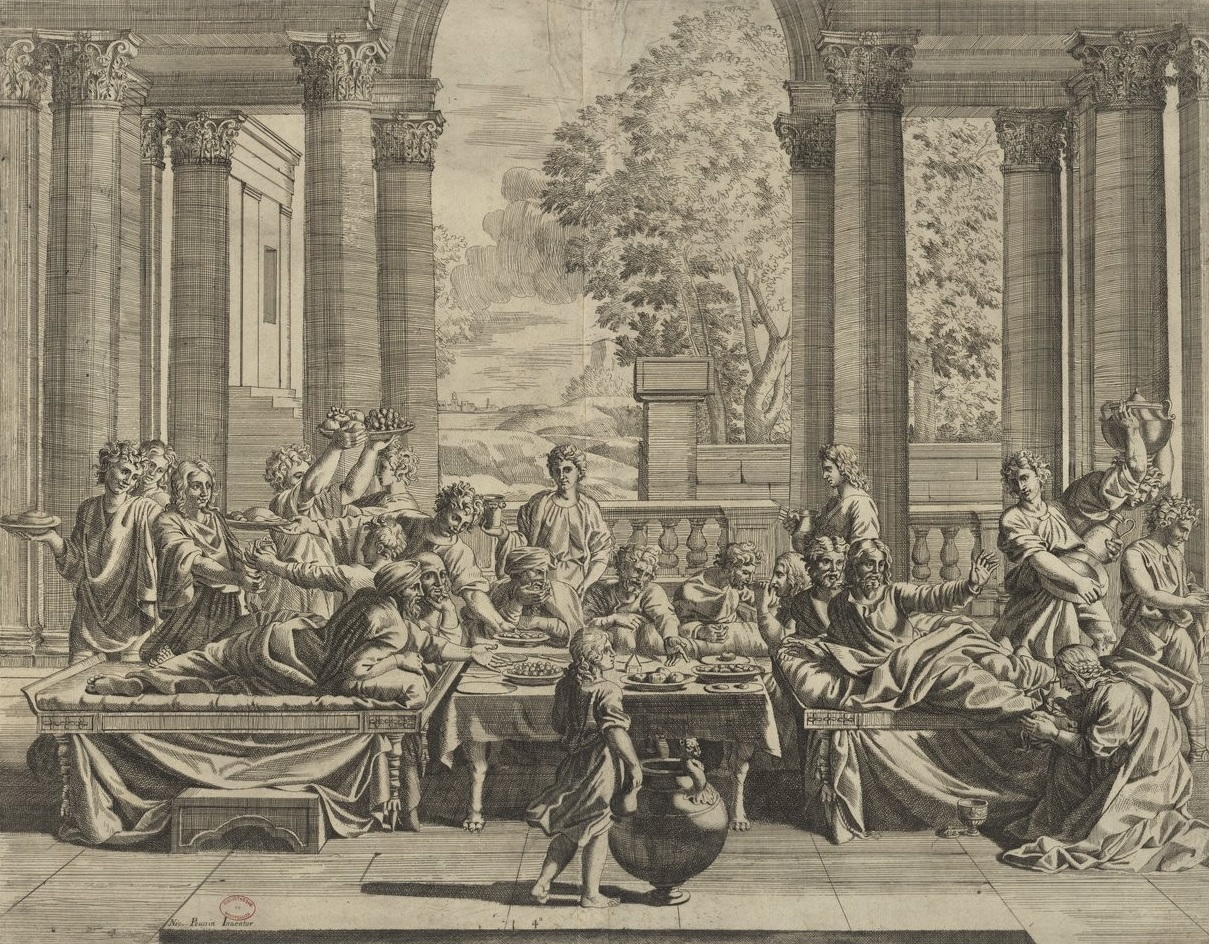
La Pénitence.
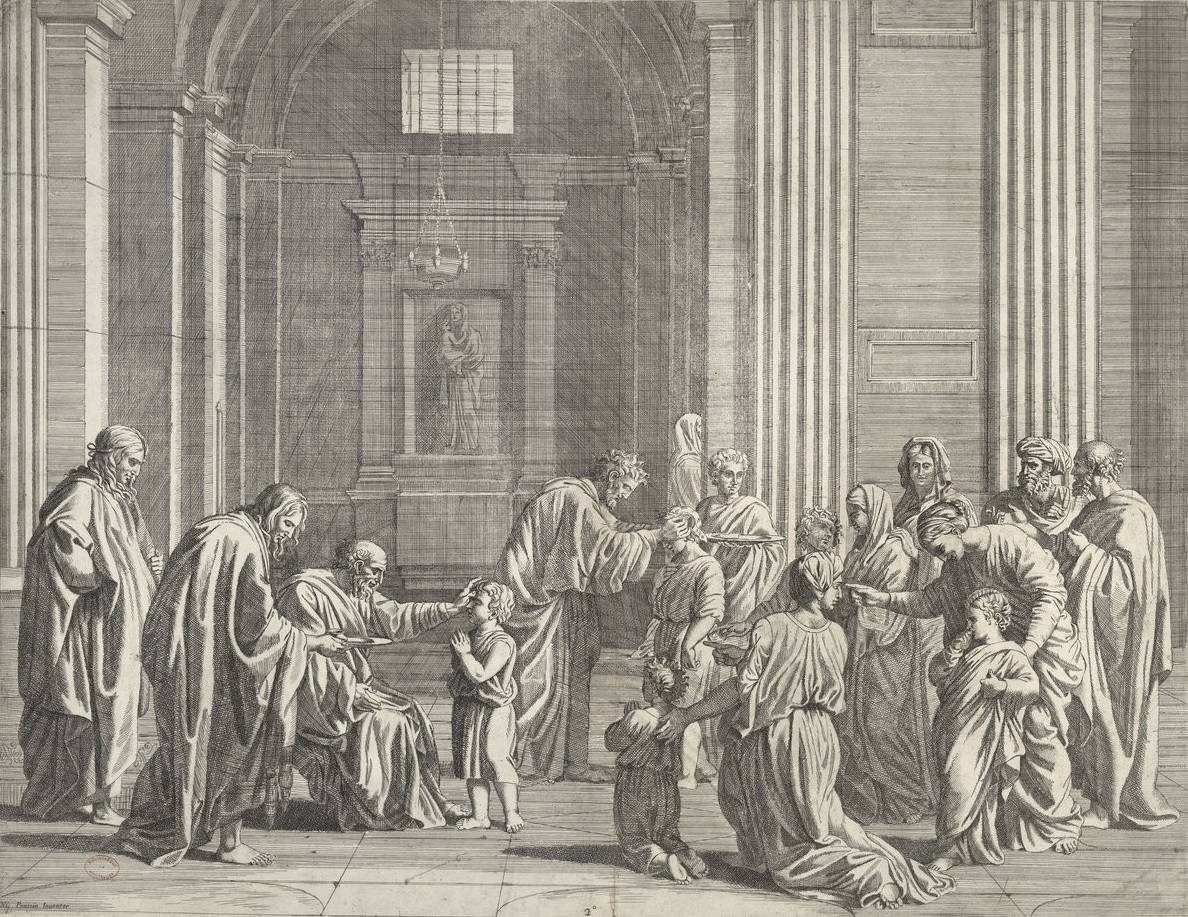
La Confirmation.
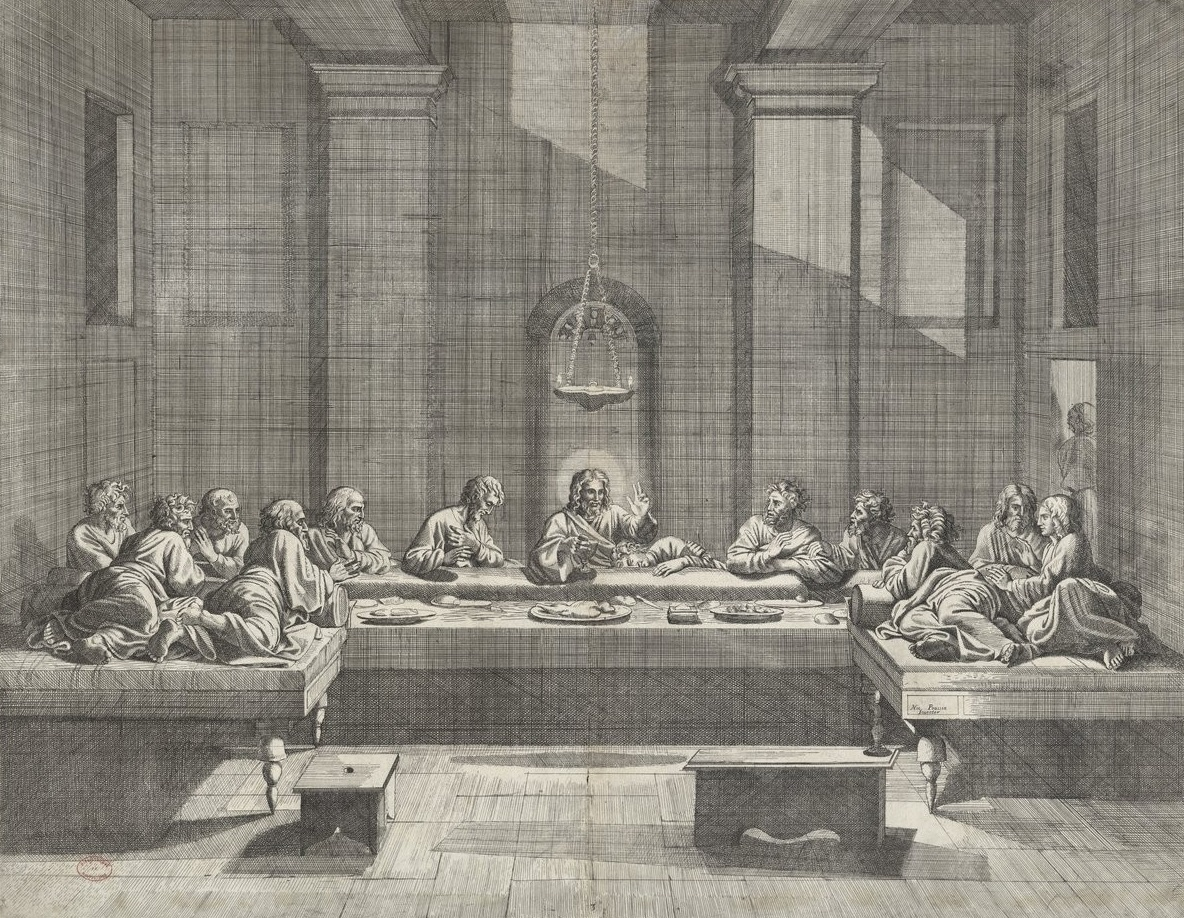
L'Eucharistie.
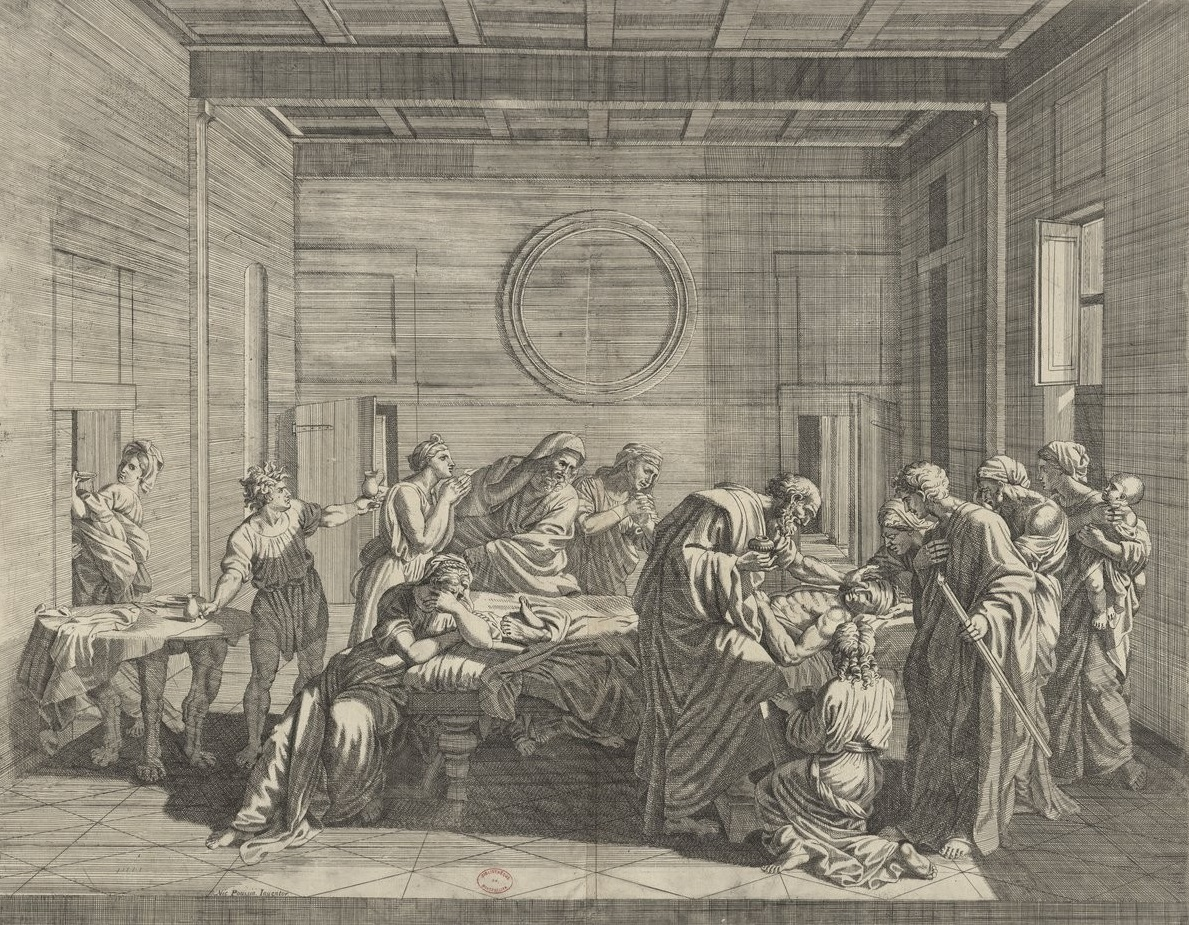
L'Extrême Onction.
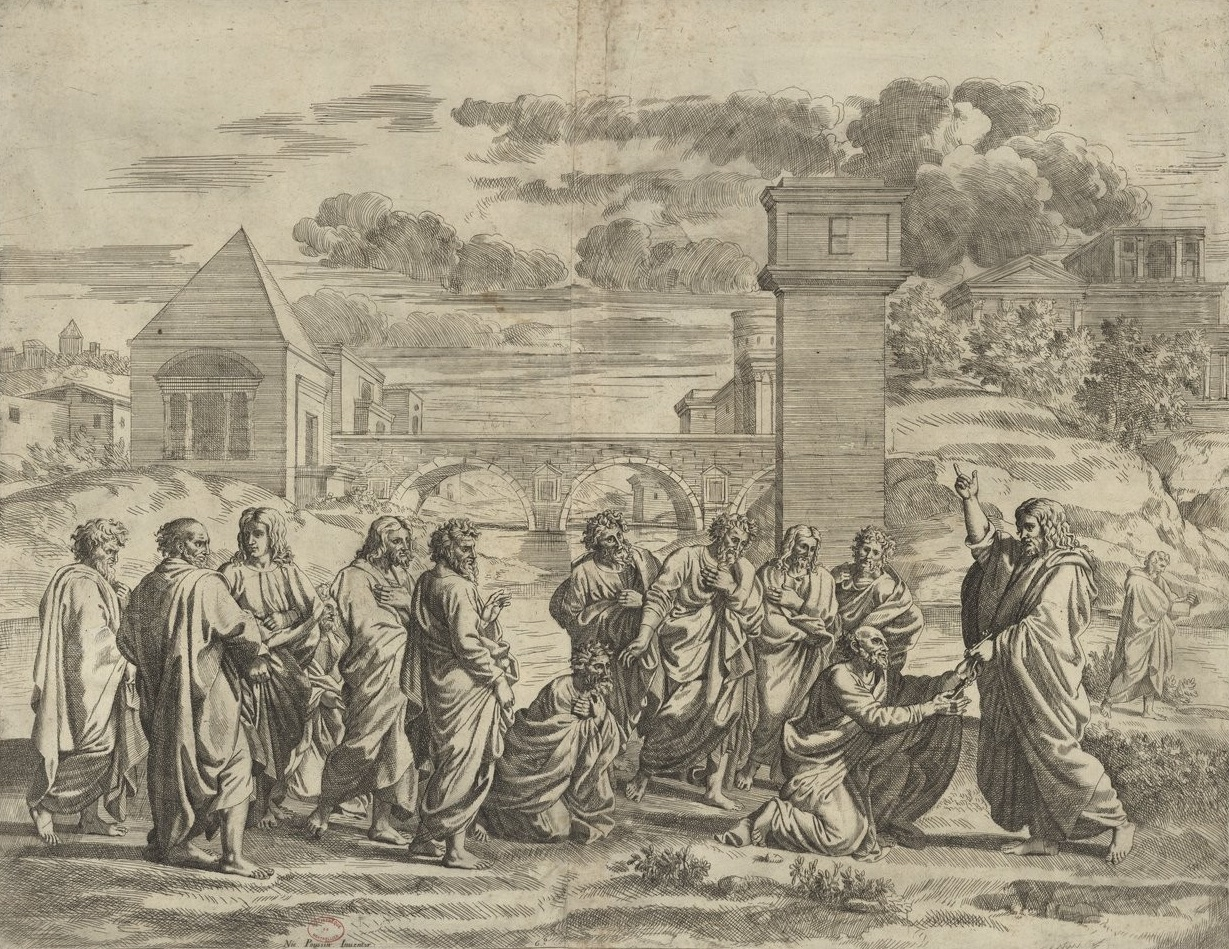
L'Ordre.
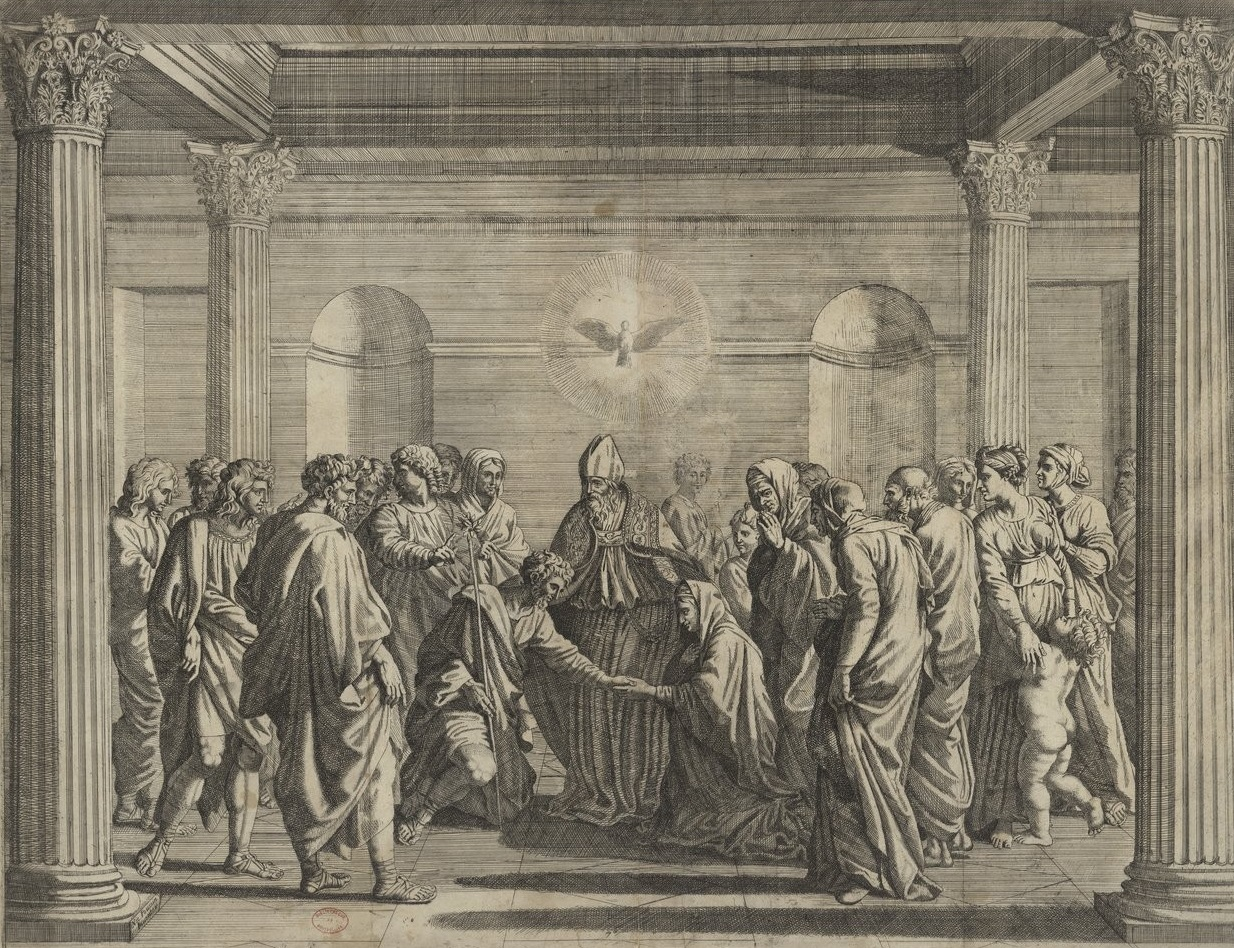
Le Mariage.
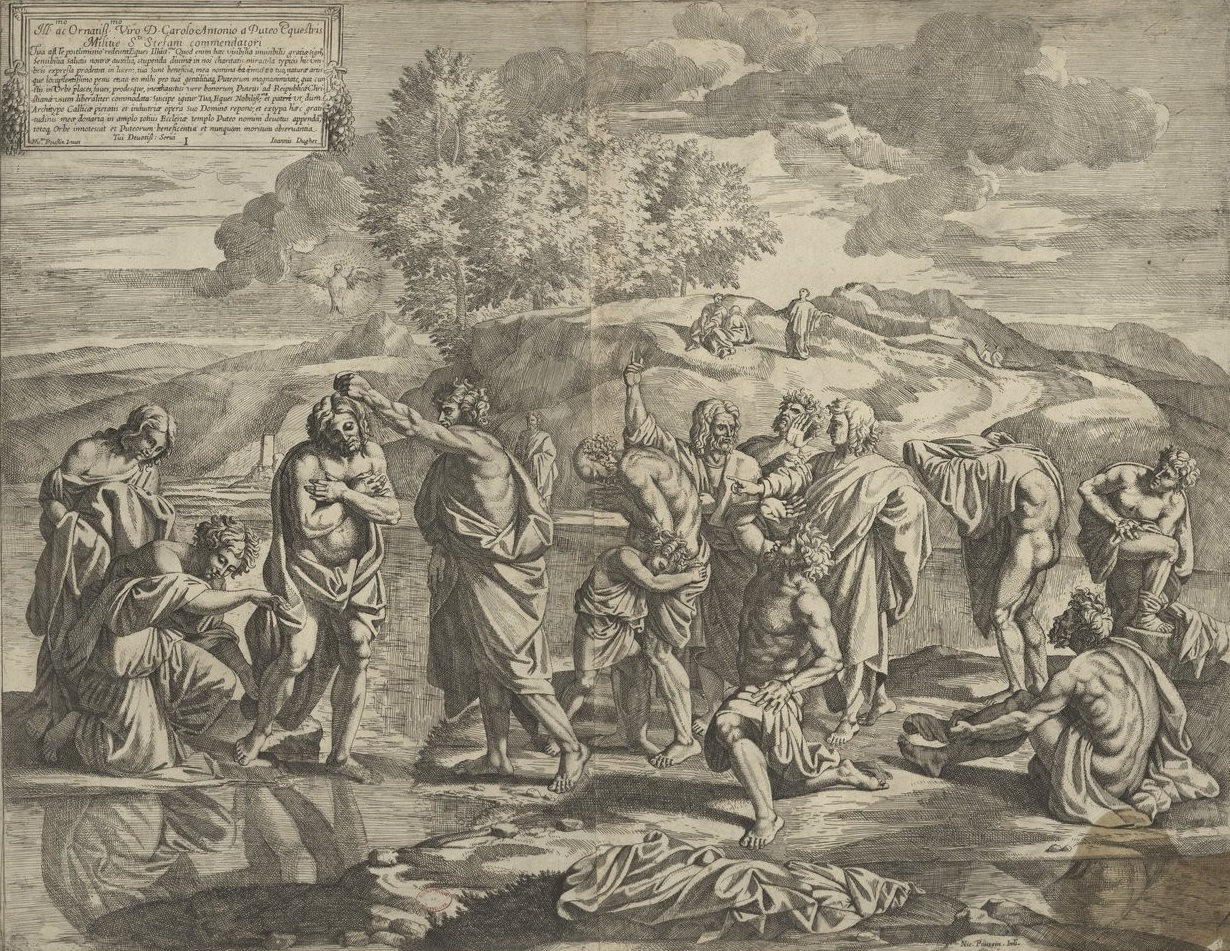
Le Baptême.